# Ісая Печерський
Ісая чудотворець Печерський (нар. XI ст. — † 1115 р., Київ) — православний святий, чернець Києво-Печерського монастиря. Преподобний. 

## Біографія
Преподобний Ісая був монахом у Києво-Печерській Лаврі у XI ст. - на початку XIІ ст. Зберіглося мало відомостей про життя святого. У Петерику Печерському життєпис прп. Ісаї відсутній. За словами архієпископа Філарета (Гумілевського), головними подвигами життя  прп. Ісаї, якими він угодив Богу, були безмовність та невтомна праця, яка тривала і в старості, за це подвижника називають "преподобним старцем працелюбним".
На загальній службі всім преподобним Києво-Печерським Ісая прославляється, як "горлиця пустиннолюбная". У тропарях та кондаках, всім преподобним Печерським, святий вказується як подвижник, що просвітив свою душу постом і невпинними молитвами. За свої труди та подвиги преподобний Ісая отримав дар від Бога творити чудеса та перемагати злих духів.
Йому разом с прпп. Онуфрієм та Сильвестром Печерськими приписується дар відбивати всі бісівські напади.
На карті Ближніх печер 1638 року згаданий як «святий старець Ісая роботящий», в 1661 і 1703 роках як «Ісая Працелюбний», в 1795 році і XIX столітті як «преподобний Ісая чудотворець».

В акафісті всім Печерським преподобним про нього сказано: 
|  | «Радуйся. Ісайє, колодязю глибокий смирення; радуйся, невичерпне джерело чудотворень». |

Помер святий у віці близько 60 років. Його мощі спочивають у Ближніх печерах, поряд з мощами Сильвестра Печерського та  Авраамія Трудолюбивого.
Частинка мощей преподобного Ісаї зберігається у Свято-Покровському кафедральному соборі міста Рівне, в нижньому храмі, освяченому на честь Всіх святих землі Волинської.
Монастирська традиція відрізняє цього подвижника від його тезки, також печерського постриженика Ісаї єпископа Ростовського (1077-1090).
Пам'ять прп. Ісаї Печерського відзначають 10 жовтня, 28 травня та на другому тижні Великого посту.

## Іконографія
Іконописна традиція описана у творі "Іконописний оригінал" (кінець XVIII ст.) вказує зображати прп. Ісаю наступним чином: «Надсед, брада кругла, доле Николиной на главе клабук черен, риза преподобническая, испод вохра».

## Джерело
- Словник персоналій Національного Києво-Печерського історико-культурного заповідника[недоступне посилання з червня 2019] — ресурс використано за дозволом видавця.